# Fearrington
Fearrington és una concentració de població designada pel cens dels Estats Units al comtat de Chatham, a l'estat de Carolina del Nord. Segons el cens del 2000 tenia 903 habitants.

## Demografia
Segons el cens del 2000, Fearrington tenia 903 habitants, 506 habitatges i 357 famílies. La densitat de població era de 151,6 habitants per km².
Dels 506 habitatges en un 2,4% hi vivien nens de menys de 18 anys, en un 67% hi vivien parelles casades, en un 3,2% dones solteres, i en un 29,4% no eren unitats familiars. En el 27,9% dels habitatges hi vivien persones soles el 20,9% de les quals corresponia a persones de 65 anys o més que vivien soles. El nombre mitjà de persones vivint en cada habitatge era d'1,78 i el nombre mitjà de persones que vivien en cada família era de 2,08.
Per edats la població es repartia de la següent manera: un 2,1% tenia menys de 18 anys, un 0,8% entre 18 i 24, un 5,6% entre 25 i 44, un 19,6% de 45 a 60 i un 71,9% 65 anys o més.
L'edat mediana era de 70 anys. Per cada 100 dones de 18 o més anys hi havia 77,9 homes.
La renda mediana per habitatge era de 66.198 $ i la renda mediana per família de 68.281 $. Els homes tenien una renda mediana de 55.278 $ mentre que les dones 28.068 $. La renda per capita de la població era de 41.000 $. Entorn del 3,8% de les famílies i el 6,8% de la població estaven per davall del llindar de pobresa.

## Poblacions més properes
El següent diagrama mostra les poblacions més properes.